# София Кристина фон Золмс-Лаубах
София Кристина Вилхелмина фон Золмс-Лаубах (на немски: Sophie Christine Wilhemine von Solms-Laubach; * 29 август 1741, Лаубах; † 15 ноември 1772, Браунфелс) е графиня от Золмс-Лаубах и чрез женитба втората княгиня на Золмс-Браунфелс (1761 – 1772).

## Биография
Тя е дъщеря на имперски граф Кристиан Август фон Золмс-Лаубах (1714 – 1784) и първата му съпруга принцеса Елизабет Амалия Фридерика фон Изенбург (1720 – 1748), дъщеря на княз Волфганг Ернст I фон Изенбург-Бюдинген (1686 – 1754) и първата му съпруга графиня Фридерика Елизабет фон Лайнинген-Дагбург-Емихсбург (1681 – 1717). Баща ѝ Кристиан Август се жени втори път 1751 г. за принцеса Каролина Амалия Адолфина фон Насау-Зиген (1715 – 1752) и трети път 1753 г. за Доротея Вилхелмина Бьотихер, графиня фон Льовензе (1725 – 1754).
София Кристина Вилхелмина фон Золмс-Лаубах умира на 31 години на 15 ноември 1772 г. в Браунфелс и е погребана там.

## Фамилия
София Кристина Вилхелмина фон Золмс-Лаубах се омъжва на 24 август 1756 г. в Лаубах за принц и по-късния княз Фердинанд Фридрих фон Золмс-Браунфелс (* 8 февруари 1721; † 2 октомври 1783), единственият син на княз Фридрих Вилхелм фон Золмс-Браунфелс (1696 – 1761) и първата му съпруга принцеса Магдалена Хенриета фон Насау-Вайлбург (1691 – 1725). Те имат десет деца:
- Вилхелм Христиан Карл (* 9 януари 1759; † 20 март 1837), 3. княз на Золмс-Браунфелс, женен на 6 октомври 1792 г. за Августа Франциска вилд- и рейнграфиня фон Залм-Грумбах (1771 – 1810), дъщеря на вилд- и рейнграф Карл Лудвиг Вилхелм Теодор фон Залм-Грумбах
- Каролина Мария Елеонора Вилхелмина (* 6 октомври 1760; † 30 октомври 1760)
- Лудвиг Вилхелм (* 12 септември 1762; † 29 октомври 1762)
- Августа Луиза (* 15 януари 1764; † 8 септември 1797), омъжена на 3 септември 1792 г. в Браунфелс за вилд- и рейнграф Карл Лудвиг Вилхелм Теодор фон Залм-Грумбах (1729 – 1799), син на вилд- и рейнграф Карл Валрад Вилхелм фон Залм-Грумбах
- Вилхелм Хайнрих Казимир (* 30 април 1765; † 26 февруари 1852)
- Луиза Каролина София (* 7 юли 1766; † 18 януари 1830)
- Карл Август Вилхелм Фридрих (* 9 октомври 1768; † 22 август 1829), майор генерал на Нидерландия и Бавария, женен за Луиза Христина Кунц (* ок. 1765)
- Фридрих Вилхелм (* 2 октомври 1770; † 13 април 1814), пруски генерал-майор, женен на 10 декември 1798 г. в Берлин за принцеса Фридерика фон Мекленбург-Щрелиц (1778 – 1841), вдовица на принц Фридрих Лудвиг Карл фон Прусия († 1796), дъщеря на велик херцог Карл II фон Мекленбург-Щрелиц
- Лудвиг Вилхелм Кристиан (* 26 октомври 1771; † 19 октомври 1833), главен генерал и губернатор на Ринтелн, Долна Саксония
- Фердинанда Вилхелмина Изабела (* 3 ноември 1772; † 29 април 1773)